# Bernard Lenteric
Bernard Lenteric, nom de plume de Bernard Bester, né à Paris le 19 janvier 1934 et mort dans la même ville le 24 mars 2009, de la maladie de Charcot, est un écrivain et un producteur de cinéma français, auteur de nombreux best-sellers.

## Biographie
Il exerce les métiers les plus divers avant d'entrer dans le monde de la littérature. À 32 ans, en 1966, il devient producteur de cinéma et produit notamment Le Dernier Amant romantique (1978) qui obtient un grand succès au Canada. 
En 1980, il écrit son premier livre, La Gagne, un roman sur l'univers du poker. Il se fait  connaître du grand public en 1981 avec La Nuit des enfants rois, best-seller en France, où il raconte la folie destructrice de sept adolescents, à l'intelligence hors-norme, à la limite du concevable et de l'explicable.
Bernard Lenteric publie en 1993 Les Maîtres du pain, une saga familiale adaptée la même année à la télévision en deux parties. Il a également publié L'Empereur des rats, un roman fantastique qui met en scène des rats transgéniques. Pour ce roman, il s'est inspiré des Fourmis de Bernard Werber, après lui en avoir demandé l'autorisation.
Son dernier ouvrage, Toutes les femmes me quittent, un récit autobiographique, a été publié au Rocher en 2005.

### Mort
Bernard Lenteric meurt le 24 mars 2009 dans le 13e arrondissement de Paris. Il est inhumé avec sa conjointe, l'actrice Laure Killing, au cimetière parisien de Bagneux.

## Filmographie
En qualité d'auteur adapté
- 1993 : Les Maîtres du pain, mini-série télévisée française en 3 épisodes de 105 minutes, scénario de Jean-Pierre Gallo et Bernard Lenteric, adaptée, dialoguée et réalisée par Hervé Baslé.
- 2011 : The Prodigies, adaptation cinématographique de La Nuit des enfants rois en animation réalisée par Antoine Charreyron, produite par Studio 37 et distribuée par Warner Bros.

En qualité de producteur
- 1976 : Spermula, réalisé par Charles Matton
- 1978 : Le Dernier Amant romantique, réalisé par Just Jaeckin.
- 1980 : Le Cœur à l'envers, réalisé par Franck Appréderis.